# Asa av Juda
Asa av Juda (hebreiska: אָסָא; grekiska: Ασά; latin: Asa), död 870 f.Kr., var kung av Juda under 900-talet f.Kr. enligt Första Kungaboken. Han besteg tronen 20 år efter Salomos död – i Israels kung Jerobeams tjugonde regeringsår. Under det trettionionde året av sin regering fick Asa en allvarlig sjukdom i sina fötter, men han vände sig inte till Herren med sitt problem, utan sökte bara hjälp av läkare. Han dog i det fyrtioförsta året av sin regering i Jerusalem. Han efterträddes på tronen av sin son Josafat i början av kung Ahabs regering i Israels rike.